# ولیکه لسه
ولیکi لسه (اسلوونیایی: Velike Lese) یک زیستگاه انسانی در اسلوونی است که در Ivančna Gorica Municipality واقع شده‌است.

## خصوصیات
ولیکi لسه ۰٫۹۳ کیلومترمربع مساحت و ۱۱۹ نفر جمعیت دارد و ۲۶۶ متر بالاتر از سطح دریا واقع شده‌است.